# Вилга
Ви́лга (карел. Vilgu) или Ста́рая Ви́лга — деревня в Прионежском районе Республики Карелии.

## Общие сведения
Деревня названа по имени реки Вилга. Слово «вилга» родственно финскому valkea и означает «белый». Основана красными финнами в 1930-е годы. Во время Великой Отечественной войны с сентября 1941 года находилась в финской оккупации..
Административно относится к Нововилговскому сельскому поселению. Находится на автотрассе М18 (E 105). С 1 декабря 2004 г. по 15 апреля 2005 г. являлась центром Прионежского района республики Карелия.
Действует фельдшерский пункт, дом культуры, библиотека.

## Население
| 2002 | 2009  | 2010  | 2013  |
| ---- | ----- | ----- | ----- |
| 1006 | ↘1005 | ↗1053 | ↗1063 |

## История

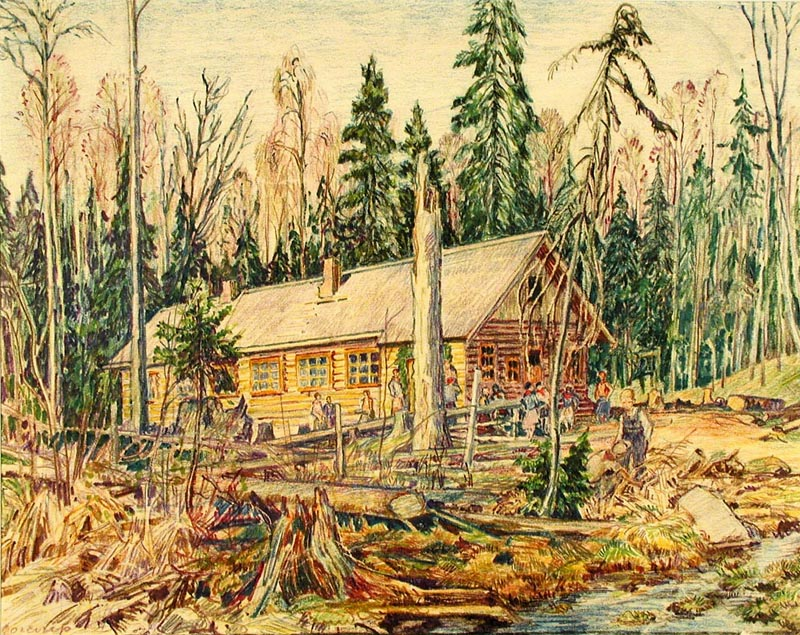
Дом в посёлке Вилга. 1933 -1934 гг.
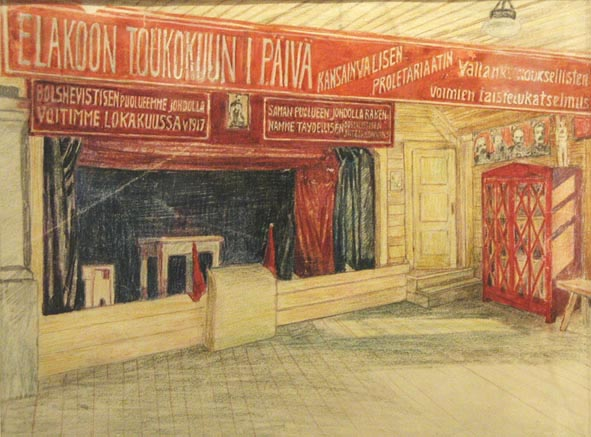
Клуб в посёлке Вилга. 1933 -1934 гг.
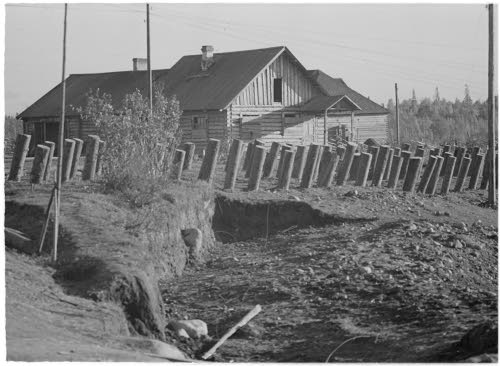
Дом в деревне Вилга. 19 сентября 1941 года
Фрагмент мемориального комплекса